# Краснокутский, Константин Архипович
Константи́н Архи́пович Красноку́тский (1914-1945) — капитан Рабоче-крестьянской Красной Армии, участник Великой Отечественной войны, Герой Советского Союза (1945).

## Биография
Константин Архипович Краснокутский.  Родился он в 18 декабря 1914 года во времена «Первой Мировой Войны» а также еще в то время, когда «Российская Империя» доживала последние свои годы. Он родился в обычной крестьянской семье, в селе Залиман, Балаклейского района, на территории нынешней Украины. В средней школе он проучился не долго, и окончив пять классов стал работать у себя в селе трактористом. В раннем возрасте его отец погиб, и его мама вышла за другого мужчину.
В 1936 году Константин был призван в возрасте 21 года в рабоче-крестьянскую Красную Армию, Балаклейского РВК, Украинской ССР, Харьковской обл., Балаклейского района. Прослужив какое-то время в Армии, он решил остаться на службе. Он отлично показал себя и свои боевые качества еще в 1939 году на Халкин-Голе. А в 1940- 1941 годах проходил службу в войсках Кировского гарнизона. А в 1942 году проходил обучение АКБТ КУКС в городе «Магнитогорск».

### Во времена Великой Отечественной Войны
Константин, был участник многих боевых операций танковых войск с июня 1941 года и начал сражаться практически с самого начала войны. И уже к 1945 уже командовал танковой ротой прорыва 46-го Гвардейского танкового полка, 2-й ударной армии Белорусского фронта. Командуя танком «КВ-1», капитан на подступах к Ленинграду, уничтожил 12 вражеских танков. 43 раза ходил в танковые атаки и прорывы вражеских укреплённых линий. Четырежды он был ранен, но неизменно возвращался в родной полк, и люди удивлялись его храбростью! Во время Висло-Одерской операции, отличился. В своем формировании он вырос от командира танка до лучшего командира роты и одного из лучших офицеров полка. В  1942 получил звание "Старший Лейтенант"  а уже в 1943 "Капитан".

#### Первое награждение
В 1942-1943 году награжден медалью  «За оборону Ленинграда»

##### Второе награждение
В январе 1944 году, при выполнении боевого задания, он показал себя смелым и решительным при выполнении поставленной задачи командованием в борьбе с немецкими захватчиками. Несмотря на беспрерывный артиллерийский огонь, и не считаясь с усталостью, Краснокутский умело организовал личный состав роты на выполнение поставленной задачи. С получением боевого приказа, он первым повел свою роту на укрепленный район противника. В период выполнения боевой задачи, находясь в боевых порядках танков, его танк был подбит. Сам он был тяжело ранен, но не ушел с поля боя до тех пор, пока его не госпитализировали.
За отвагу и мужество в бою против немецких захватчиков и умелое командование ротой, было приказано наградить его Орденом «Красной звезды». Вот так он получил свою первую награду, на фронте той ужасной войны.

###### Третье награждение
Участвуя в боях в составе  по течению плацдарма на правом берегу реки Буокси, c 4 июля 1944 года, танковая рота, находясь в боевых порядках, преодолела труднопроходимой проспект местности и вышла на берег реки. Овладев нашими танкам и пехотой, противник с целью вернуть утерянный рубеж - неоднократно переходил в контратаки на позиции роты. Танки Краснокутского отразили 2 контратаки противника, и при этом уничтожили до 70 солдат и офицеров, 1 минометную батарею и 2 отдельных орудия. В этом бою командир роты был тяжело ранен и после отправлен на госпитализацию. В следствие этого, командованием за овладение высотой 4,5 перед полком боевая задача была выполнена, и он был награжден Орденом «Красного Знамени».
Восточно-Прусская Операция:
Последний его бой:
Участвуя в прорыве сильного укрепрайона врага в составе 46-го гвардейского танкового полка 2-й ударной армии 2-го Белорусского фронта командуя ротой танковой роты прорыва, в районе села Дзержаново, село Швелице, 14 января 1945 года он проявил исключительный героизм и храбрость в борьбе с захватчиками. Его рота при штурме укрепрайона, первой ворвалась во вражеские траншеи, после чего противник открыл сильный огонь по танкам и пехоте. Танк КВ-1 № 680, которым командовал Константин, вырвался вперед, и за ним уже устремилась вся рота.  Но пехоту отрезали от танков двумя контрнаступлениями. При боевых действиях, в танк Краснокутского влетел снаряд, пробив башню и ранив его самого. Но, он решительно приказывает механику-водителю продолжать наступление, не смотря на все факторы. Уничтожив около 150 солдат и захватив село Дзержаново, он приказал, истекая кровью -продолжать наступление. Еще один снаряд, влетевший в танк, заставил машину гореть.  Последние слова героя, отдавшего жизнь за Родину, Константин передал всем по рации: -«НЕ МЕШКАЙТЕ, ВПЕРЁД!». По итогу, его рота выполнила боевое задание и захватила оба населенных пункта.
 Указом Президиума Верховного Совета СССР от 29 июня 1945 года гвардии капитан Константин Краснокутский посмертно был удостоен высокого звания Героя Советского Союза. Был также награждён орденами Ленина, Красного Знамени и Красной Звезды, За оборону Ленинграда.
Открытие памятной доски:  Имя Героя выбито на гранитной стеле на Аллее Славы в парке Победы г.Кирова.
Похоронен на месте своего последнего боя в Польше, 300 м Северо-Западнее села Дзержанова.

###### Родственники
Жена: Краснокутская Евгения Никитова
дочь: Краснокутская * Константиновна
Мать: -
Отец: Краснокутский Архип
Отчим: Якименко Калленик Павлович.